# Ахатокарповые
Achatocarpaceae — семейство цветковых растений порядка Гвоздичноцветные (Caryophyllales).

## Ареал
Представители семейства встречаются к югу от юго-запада США до тропиков и субтропиков Южной Америки.

## Систематика

### Таксономическое положение
В настоящее время семейство признано большинством систематиков. Система APG II (2003) относит его к порядку Гвоздичноцветные (Caryophyllales), в кладу эвдикот.

### Список родов
Семейство Ахатокарповые включает 2 рода и 11 видов:
- Achatocarpustypus
- Phaulothamnus